# Конфедерација Централне Италије
Конфедерација Централне Италије или Уједињене провинције Централне Италије (италијански: Province Unite del Centro Italia) била је краткотрајна држава на Апенинском полуострву. Настала је током Другог рата за уједињење Италије 1859. године.

## Историја
Конфедерација је формирана 1859. године од стране Краљевине Пијемонта, носиоца борбе за уједињење Италије. Државу су чиниле територије некадашњег Великог војводства Тоскане, Моденског војводства, Папске државе и Парманског војводства. У овим државама су тада били збачени монарси који су њима управљали још од Бечког конгреса 1814. године. Државом је као регент владао Виторио Емануеле II, краљ Пијемонта. Држава је проглашена 8. децембра 1859. године. Након што је Сардинија марта 1860. године предала Француској, свом савезнику, територије Нице и Савоје, Конфедерација је званично припојена Краљевини Пијемонт. 